# Policía Local Málaga

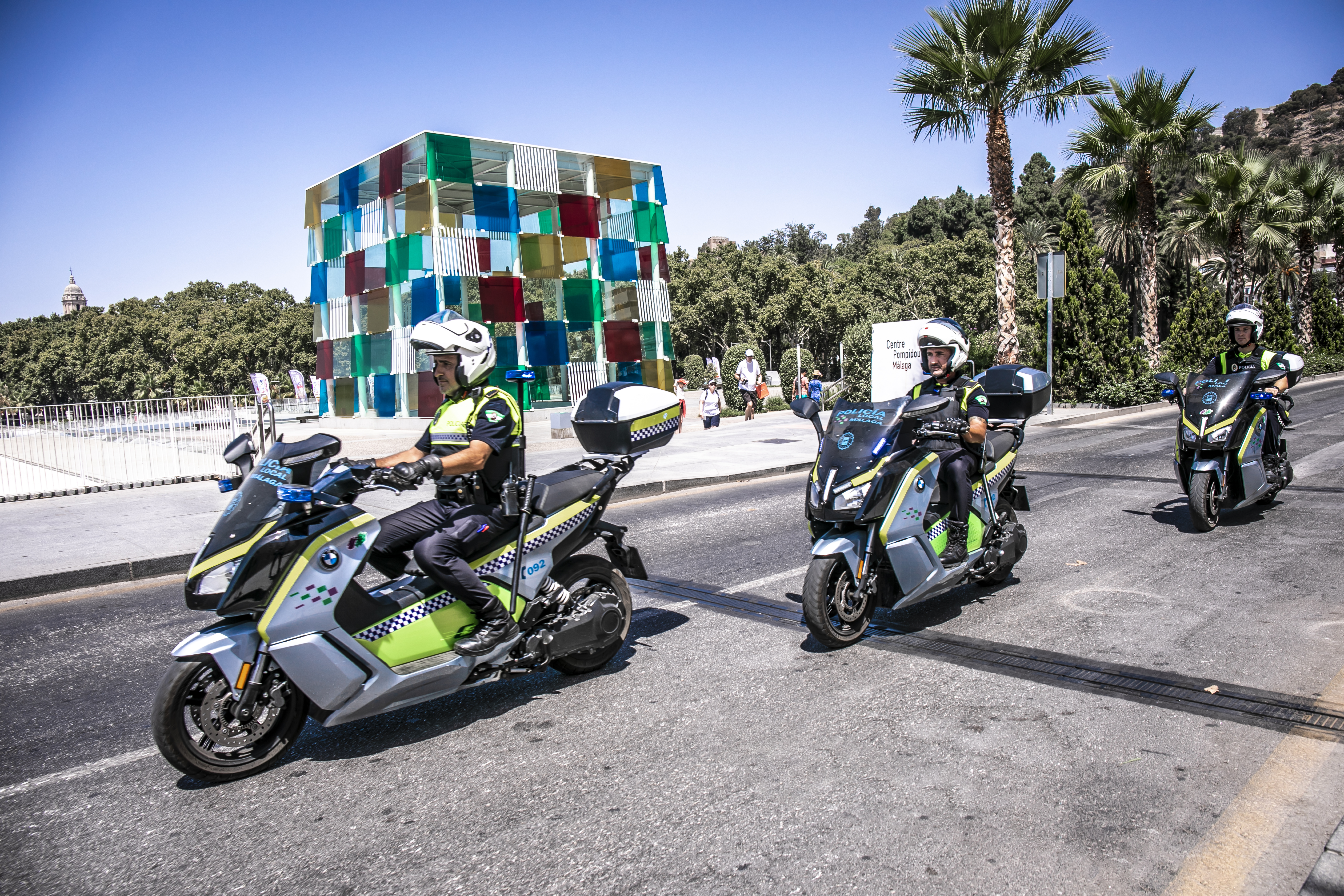
Patrullas motorista de la Policía Local de Málaga.

El Cuerpo de Policía Local de Málaga «conforme la Ley de Cuerpos y Fuerzas de Seguridad es un instituto armado, de naturaleza civil». Depende del Área de Seguridad del Ayuntamiento de Málaga. Su jefatura recae en el alcalde del Ayuntamiento y es ejercida de forma directa por el concejal Delegado.
Casi todos los 11 Distritos de Málaga cuentan con una Unidad de Policía Local, siendo 8 las Jefaturas de Policía de Barrio, ya que los Distritos 3, 4 y 5 se unifican en la Jefatura de Policía Barrio Norte, al igual que los Distritos 10 y 11 se unifican a nivel policial en la Jefatura de Policía de Barrio Puerto de la Torre-Teatinos.

## Historia
Es en 1842 cuando se tiene constancia de la primera referencia escrita del Reglamento de Guardia Municipal, creandose oficialmente Cuerpo de Guardias, además de una plaza de Sargento
Las policías locales tuvieron antaño como base de su personal a militares heridos de guerra. 
En 1842 se crea el Reglamento Orgánico de la Guardia Municipal de Málaga. Esta nueva denominación traerá la desaparición de los anteriormente mencionados Alguaciles y Serenos que venían realizando los servicios de seguridad bajo dependencia del ayuntamiento, tomando fuerza la idea del cuerpo que ahora se concibe y el peso de los ayuntamientos en la política.
Tal y como se detalla en el libro Berruezo Martín, José Francisco, ed. (2017). 175 años de historia de la Guardia Municipal de Málaga - 1842-2017. Málaga. pp. 355-369. ISBN 9798628669105., escrito por José Francisco Berruezo Martín, Intendente Mayor de la Policía Local de Málaga, incorporada la mujer, el siguiente paso relevante fue transmitir a la ciudadanía que la Policía Municipal, además de regular el tráfico y vigilar por el cumplimiento de las ordenanzas municipales, quería establecer una mayor proximidad para atender a la resolución de las demandas que a diario se les presentaban. Para ello diseñó con muy buena voluntad, pero con escasos medios humanos, lo que se vino a denominar Policía de Proximidad o de Barrio, que no es otra cosa que el patrullaje a pie de la Ciudad para que el contacto entre los vecinos y comerciantes con los agentes fuera más efectivo y eficaz. El modelo, que por seas fechas también lo había instaurado la Policía Nacional, fracasó en ambos Cuerpos por los motivos indicados anteriormente, sin embargo, la desconcentración de la actividad policial por distritos y barrios había calado en la sociedad como medio de estar más cerca de los ciudadanos y sus problemas.
Durante el año citado de 1982, la Estructura Orgánica del Cuerpo estuvo formada, en cuanto a su distribución periférica, por cinco Unidades Territoriales, dentro de las cuales estaba la Policía de Barrio, aprovechando que habían ingresado casi cien nuevo policías; estas unidades y su ámbito preferente de actuación fueron las siguientes:
Unidad Territorial n.º 1, al mando de un Oficial (sectores de Ciudad Jardín, Camino de Suárez y Puerto de la Torre).
Unidad Territorial n.º 2, al mando de un Suboficial (Barriada de El Palo).
Unidad Territorial n.º 3, al mando de un Oficial (Centro Ciudad).
Unidad Territorial n.º 4, al mando de un Oficial (Carretera de Cádiz, Carranque, Campanillas)
Unidad Territorial n.º 5, al mando de un Sargento (barriadas de Torremolinos, Churriana y Aeropuerto). Torremolinos se segregó de Málaga en 1988.
La estructura periférica citada se complementaba con la Unidad Administrativa y las Unidades Centralizadas que operaban bajo la denominación de:
Grupo de Intervención Inmediata, al mando de un Oficial para el control de la venta ambulante, mendicidad, riñas callejeras, servicios urgentes por 092, accidentes de circulación y seguridad ciudadana en general.
Unidad de Vigilancia Nocturna, al mando de un Suboficial.
Unidad Motorizada, al mando de un Oficial para la investigación de los accidentes de tráfico, grúa, cepo y radar.
En 1982 ingresó como Jefe del Cuerpo el Subcomisario de Policía Nacional D. Tomás Pérez Olmo, siendo su segundo el Oficial D. Antonio Rosa Carrasco.

## Unidades
Las unidades operativas son de dos tipos: territoriales y especializadas.

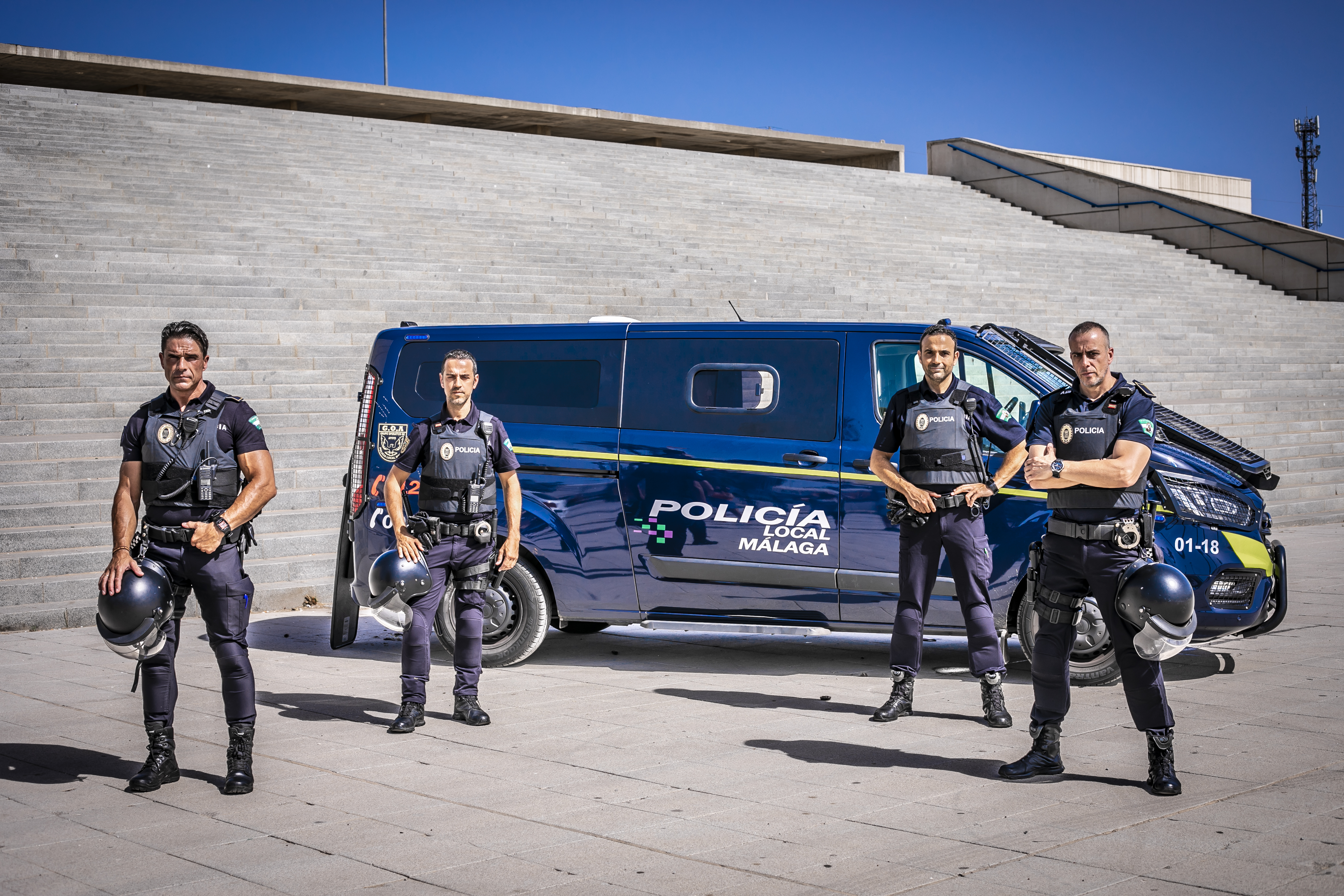
Equipo GOA (Grupo Operativo de Apoyo)

## Denominación
El Cuerpo de Policía Local del Ayuntamiento de Málaga pasó de la denominación de Policía Municipal a Policía Local tras la aprobación de la Ley Orgánica 2/1986, de 13 de marzo, de Fuerzas y Cuerpos de Seguridad.

## Funciones
La Policía Local de Málaga, debido al tamaño del cuerpo y a sus actuaciones en una capital, es uno de los cuerpos policiales locales que más competencias asume. Algunas plenas y otras en colaboración con las FCSE.
Asume las siguientes funciones:

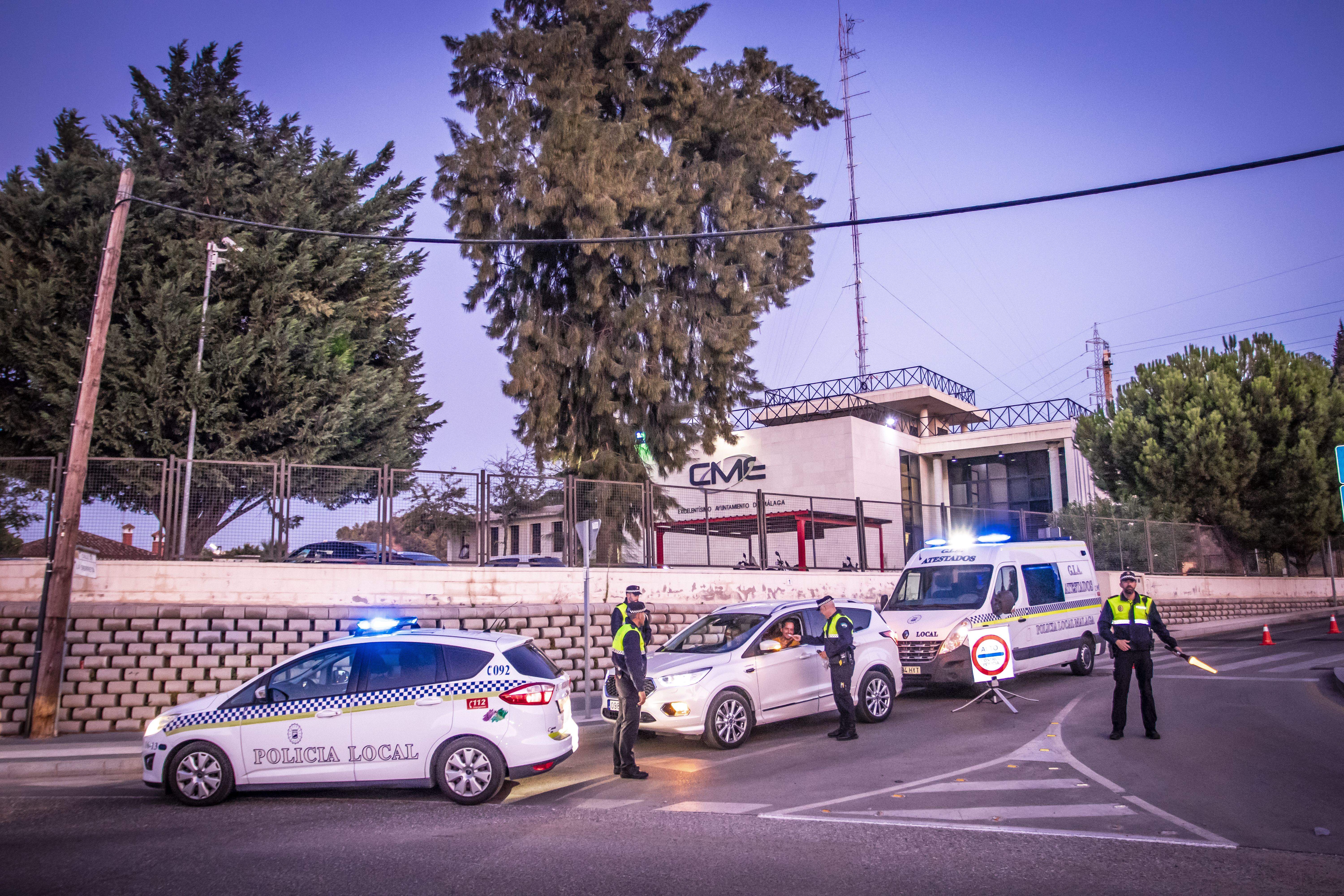
Control Alcoholemia de la Policía Local de Málaga

a) Ejercer la policía administrativa en relación con el cumplimiento de las ordenanzas, bandos y demás disposiciones municipales, así como de otras normas autonómicas y estatales, dentro del ámbito de sus competencias.
b) Ordenar, señalizar y dirigir el tráfico en el casco urbano y en las vías de titularidad municipal, de acuerdo con lo establecido en las normas de circulación, sin perjuicio de las funciones atribuidas a otros Cuerpos de funcionarios creados en los respectivos ayuntamientos, así como participar en la educación vial.
c) Instruir atestados por accidentes de circulación y delitos contra la seguridad vial dentro del casco urbano y en las vías de titularidad municipal.
d) Velar por el cumplimiento de las disposiciones dictadas en materia de protección del medio ambiente cuando las funciones de vigilancia sean competencia municipal, bien originaria o delegada.
e) Proteger a las autoridades de las corporaciones locales y la vigilancia o custodia de los edificios e instalaciones de titularidad municipal.
f) Participar con las Fuerzas y Cuerpos de Seguridad del Estado en el ejercicio de funciones de policía judicial, en el marco determinado en la normativa vigente y los protocolos de actuación y los acuerdos de colaboración suscritos con el Estado.
g) Prestar auxilio en los casos de accidentes, catástrofes o calamidad pública participando, en la forma prevista en las leyes, en la ejecución de los planes de protección civil.
h) Efectuar las diligencias de prevención y cuantas actuaciones tiendan a evitar la comisión de actos delictivos o su comprobación.
i) Vigilar los espacios públicos, ejercer las funciones de policía de proximidad y proteger los entornos socio escolares y a los colectivos vulnerables.
j) Participar con las Fuerzas y Cuerpos de Seguridad del Estado en la protección de las víctimas de la violencia de género, y cooperar con los servicios y otros agentes sociales en el desarrollo de sus funciones.*
k) Colaborar con las Fuerzas y Cuerpos de Seguridad del Estado en la protección de manifestaciones y el mantenimiento del orden en grandes concentraciones humanas, cuando sean requeridos para ello.
l) Cooperar en la resolución de los conflictos privados, cuando sean requeridos para ello.
m) Actuar con las Fuerzas y Cuerpos de Seguridad del Estado en el cumplimiento de las resoluciones judiciales dictadas en materia de violencia de género, protección del menor, delitos de odio y otras de carácter social.
n) Además de las funciones establecidas en los puntos anteriores, en virtud de convenio entre la Junta de Andalucía y los ayuntamientos, los Cuerpos de policía local podrán ejercer en su término municipal las siguientes funciones:
1. Velar por el cumplimiento de las disposiciones y órdenes singulares dictadas por los órganos administrativos de la Junta de Andalucía.
2. Inspeccionar las actividades sometidas a la ordenación o disciplina de la Junta de Andalucía, denunciando toda actividad ilícita.
3. Adoptar las medidas necesarias en orden a garantizar la ejecución forzosa de los actos o disposiciones de la Junta de Andalucía.
4. Ejercer en su término municipal la vigilancia y protección de personas, órganos, edificios, establecimientos y dependencias de la Junta de Andalucía y de sus entes instrumentales.
*Las funciones en lo dispuesto a casos de Violencia de Género actualmente son repartidas indistintamente entre la Policía Nacional y la Policía Local de Málaga.

## Organización
La jefatura del Cuerpo de Policía Local recae en el Alcalde del Ayuntamiento y la jefatura inmediata será ejercida por el Concejal Delegado.
Las Unidades Operativas son de dos tipos: territoriales de distrito y especializadas.
Cada uno de los 8 distritos de la capital cuenta con una Base de Policía Local.
Se estructura en las siguientes escalas y categorías: 

a) Escala técnica, que comprende las categorías siguientes:
1. Intendente Principal
2. Intendente.
Las categorías de Intendente o Intendente Principal se clasifican en el Subgrupo A-1.

b) Escala ejecutiva, que comprende las categorías siguientes:
1. Inspector 
2. Subinspector 
Las categorías de Inspector y Subinspector se clasifican en el Subgrupo A-2.

c) Escala básica, que comprenden las siguientes categorías:
1. Oficial.
2. Policía.
Las categorías de Oficial y Policía se clasifican en el Subgrupo C-1.

## Divisas
| Escala técnica       | Escala técnica | Escala ejecutiva | Escala ejecutiva | Escala básica | Escala básica | Alumnos |  |  |  |
|                      |                |                  |                  |               |               |         |  |  |  |
| Intendente Principal | Intendente     | Inspector        | Subinspector     | Oficial       | Policía       | Alumno  |  |  |  |
|                      |                |                  |                  |               |               |         |  |  |  |

## Acceso y requisitos
El acceso al cuerpo se hará de acuerdo con los principios de igualdad, mérito, capacidad y publicidad:

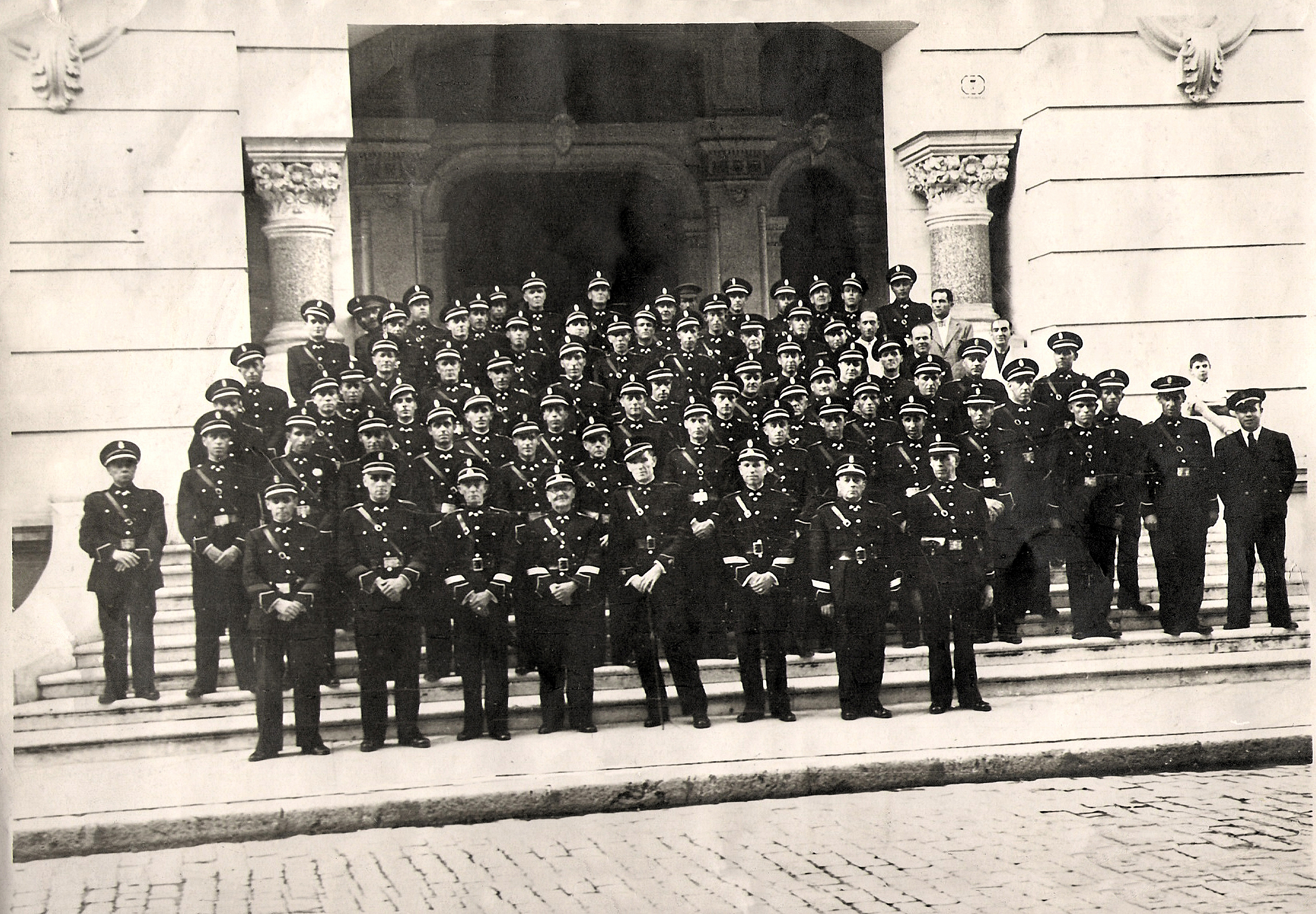
Plantilla de Policía Municipal de Málaga, años 30

a) En la escala básica, a través del ingreso en la categoría de Policía, mediante concurso oposición libre, siendo necesario superar un curso selectivo de formación. Asimismo será necesario superar un período de prácticas en el Cuerpo al que se pretenda acceder.
b) En la escala ejecutiva, a través del ingreso en la categoría de Inspector o Inspectora, mediante concurso oposición libre, siendo necesario superar un curso selectivo de formación. Asimismo será necesario superar un período de prácticas en el Cuerpo al que se pretenda acceder.
c) En la escala técnica, a través del ingreso en la categoría de Intendente, mediante concurso oposición libre, siendo necesario superar un curso específico en la Escuela de Seguridad Pública del Ayuntamiento de Málaga (ESPAM). Asimismo será necesario superar un período de prácticas en el Cuerpo al que se pretenda acceder.
Tras la superación de las pruebas de oposición, se accederá a la fase de concurso.
La fase del concurso consistirá en la calificación de los méritos alegados por los aspirantes de acuerdo con el baremo de méritos que se establezcan.
Los requisitos establecidos en las bases de la convocatoria deberán ser los siguientes:
a) Tener nacionalidad española.
b) Tener dieciocho años de edad antes de que finalice el plazo de presentación de instancias y no  haber cumplido la edad de jubilación forzosa.
c) Estar en posesión de las titulaciones académicas exigibles correspondientes a los subgrupos de clasificación de funcionarios en que se encuentren encuadradas las plazas convocadas. (Bachillerato en la escala básica e ingeniería, arquitectura, licenciatura o grado universitario para las superiores).
d) No haber sido separado mediante expediente disciplinario del servicio de cualquiera de las Administraciones públicas o de los órganos constitucionales o estatutarios de las comunidades autónomas, ni hallarse en inhabilitación absoluta o especial para empleos o cargos públicos por resolución judicial.
e) Carecer de antecedentes penales.
f) Estar en posesión del siguiente permiso de conducción: Clase B o equivalente. g) Cualquier otro requisito que se determine reglamentariamente.
Los aspirantes deben reunir los requisitos establecidos en el apartado anterior el día en que finalice el plazo para la presentación de instancias de la correspondiente convocatoria, mantenerlos durante todo el proceso selectivo y acreditarlos con anterioridad a su nombramiento como funcionarios en prácticas, salvo el requisito de poseer el permiso de conducir de la clase B, que podrá acreditarse por los aspirantes antes de la finalización del curso selectivo de formación.
Las bases de ingreso en los Cuerpos de policía local a través de la categoría de Policía podrán determinar una reserva de un máximo del 20 por 100 de las plazas convocadas para el acceso libre de militares profesionales de tropa y marinería con más de cinco años de servicio que cumplan los requisitos establecidos para el ingreso en éstos. Las plazas reservadas no cubiertas se acumularán al resto de las convocadas.

## Promociones
Hasta 1981, los agentes del cuerpo se iban incorporando sin numerar las promociones, empezando a contabilizarse las mismas a partir de la I Promoción que tuvo lugar ese año.
A esta primera promoción de 1981 formada por 55 agentes, le siguió la de 1982, con 99 agentes de los que 45 fueron las primeras mujeres en incorporarse al cuerpo.
La III Promoción, de 1986, con 65 agentes, fue la última con la denominación de Policía Municipal. Desde entonces, se han formado e incorporado al cuerpo las siguientes promociones:
| Año  | Promoción | Agentes     |
| ---- | --------- | ----------- |
| 1981 | I         | 55 agentes  |
| 1982 | II        | 99 agentes  |
| 1986 | III       | 65 agentes  |
| 1988 | IV        | 31 agentes  |
| 1989 | V         | 98 agentes  |
| 1991 | VI        | 27 agentes  |
| 1995 | VII       | 36 agentes  |
| 1997 | VIII      | 61 agentes  |
| 1998 | IX        | 183 agentes |
| 2001 | X         | 165 agentes |
| 2002 | XI        | 94 agentes  |
| 2005 | XII       | 45 agentes  |
| 2017 | XIII      | 36 agentes  |
| 2019 | XIV       | 20 agentes  |
| 2021 | XV        | 98 agentes  |
| 2023 | XVI       | 55 agentes  |

## Himno
En octubre de 2017, con motivo de los actos conmemorativos del 175 aniversario, se presentó de manera oficial el Himno de la Policía Local de Málaga.
Rafael E. Muñoz fue el policía encargado de componer letra y música del mismo, siendo interpretado por el Coro de la Policía Local creado a tal efecto.